# Cotylana angustifrons
Cotylana angustifrons är en insektsart som först beskrevs av George Willis Kirkaldy 1906.  Cotylana angustifrons ingår i släktet Cotylana och familjen sköldstritar. Inga underarter finns listade i Catalogue of Life.